# Veriora
Veriora (em estoniano:  Veriora vald) é um município rural estoniano localizado na região de Põlvamaa.